# Supersypnoides albimedia
Supersypnoides albimedia är en fjärilsart som beskrevs av Warren. Supersypnoides albimedia ingår i släktet Supersypnoides och familjen nattflyn. Inga underarter finns listade i Catalogue of Life.